# 어니스트 힐리어드

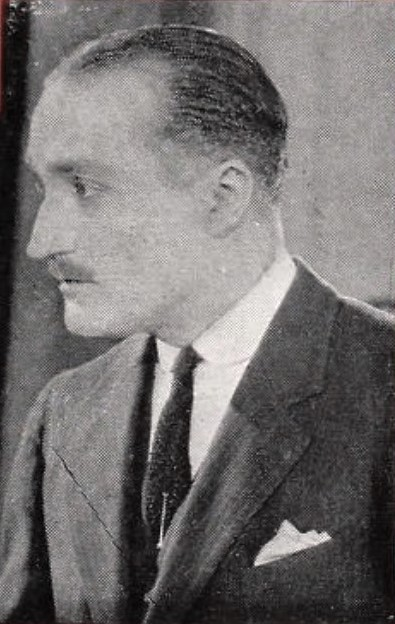

어니스트 힐리어드(Ernest Hilliard, 1890년 1월 31일 ~ 1947년 9월 3일)는 미국의 배우이다.
뉴욕에서 태어났으며 샌타모니카에서 사망하였다. 사인은 심근 경색이다.

## 영화
- 크리스마스 이브 (1947년)
- 핑크 말 타기 (1947년)
- 이디 워즈 어 레이디 (1945년)
- 잃어버린 주말 (1945년)
- 레버릴 위드 비벌리 (1943년)
- 쇼 보트 (1936년)
- 위칭 아워 (1934년)
- 세이 잇 위드 송 (1929년)
- 레드 핫 리듬 (1929년)
- 누스 (1928년)